# Bandiera sami

Bandiera sami

La bandiera sami è la bandiera ufficiale del popolo sami, la cui patria è chiamata da loro stessi Sápmi (e Lapponia dagli altri Paesi).
Una prima proposta per la bandiera venne dall'artista Synnøve Persen nel 1977; essa veniva innalzata soprattutto in manifestazioni a sfondo ecologico per la difesa e la tutela del territorio. Questa prima bandiera riportava i colori dell'attivismo lappone degli anni sessanta e, ispirata ai colori dei costumi nazionali, mancava dei due semicerchi rosso e blu.
La Confederazione sami organizzò successivamente una competizione per la scelta della bandiera, e la versione attuale venne ufficialmente inaugurata nel corso del XIII congresso del popolo Sami tenutosi ad Åre in Svezia dal 13 al 15 agosto 1986. La bandiera è stata disegnata da Astrid Båhl che ha utilizzato i colori del gákti, il costume tradizionale Sami.
La larghezza delle strisce è proporzionale alla popolazione Sami nei quattro stati tra cui i sami sono divisi: rosso per la Svezia, verde per la Finlandia, giallo per la Russia e blu per la Norvegia che ospita la maggior parte della popolazione Sami.
L'anello centrale rappresenta il tamburo rituale magico della tradizione Sami e simbolo di spiritualità. La parte in rosso del cerchio rappresenta il sole, la parte blu del cerchio la luna. La striscia verde rappresenta le piante e la natura, Il campo blu rappresenta l'acqua quale elisir di vita. Il campo rosso rappresenta il fuoco, il calore e l'amore. La striscia gialla rappresenta il sole. I colori della bandiera vengono ripresi anche nell'abito tradizionale Sami, il Gákti (come scritto secondo la dizione della Lingua sami settentrionale, Kolt in svedese),

## Giorni della bandiera sami
- 6 febbraio - Giorno nazionale dei Sami, per commemorare la prima conferenza del popolo sami, organizzata a Trondheim nel 1917.
- 15 agosto - Riconoscimento ufficiale della bandiera sami (1986).
- 18 agosto - Formazione della Confederazione sami (1956).
- 26 agosto - Il Parlamento sami svedese fu inaugurato nel 1993.
- 9 ottobre - Il Parlamento sami norvegese fu inaugurato nel 1989.
- 9 novembre - Il Parlamento sami finlandese fu inaugurato nel 1973.
- 15 novembre - Il compositore dell'"inno nazionale sami", Isak Saba, nacque il 15 novembre 1875.